# 阿揚-尤里亞赫河
阿揚-尤里亞赫河是俄羅斯的河流，由馬加丹州負責管轄，屬於科雷馬河的左支流，河道全長237公里，流域面積24,100平方公里，河水主要來自雨水和融雪，每年十月至翌年五月結冰。